# 科勒尼敦 (密西西比州)
科勒尼敦（英語：Colony Town）是位於美國密西西比州利福勒縣的鬼鎮。

## 歷史
科勒尼敦的郵局於1918年設立，其後於1942年停運。

## 地理
科勒尼敦所處的海拔為高於海平面42米（即138英呎），而該地所採用的時區為UTC-6，即北美中部時區（CST）。同時該地設有夏令時間，為UTC-6調快一小時，即UTC-5（CDT）。